# Roberto Nurse
Roberto Antonio Nurse Anguiano (ur. 16 grudnia 1983 w mieście Meksyk) – panamski piłkarz pochodzenia meksykańskiego występujący na pozycji napastnika, reprezentant Panamy.

## Kariera klubowa
Nurse, syn Panamczyka i Meksykanki, rozpoczynał swoją karierę piłkarską jako dziewiętnastolatek w nowo powstałym zespole Colibríes de Morelos z siedzibą w Cuernavace. W meksykańskiej Primera División zadebiutował za kadencji szkoleniowca Sergio Rubio, 15 marca 2003 w przegranym 2:4 spotkaniu z San Luis, jednak nie potrafił sobie jednak wywalczyć miejsca w wyjściowym składzie, a po upływie pół roku jego klub został rozwiązany. On sam przeniósł się wówczas do drugoligowego CD Zacatepec, gdzie spędził rok bez większych sukcesów, będąc czołowym strzelcem ekipy. W lipcu 2004 został zawodnikiem kolejnego drugoligowca – Querétaro FC, w którego barwach kontynuował świetną strzelecką passę, w wiosennym sezonie Clausura 2005 triumfując w rozgrywkach Primera División A. Osiągnięcie to nie zaowocowało jednak awansem Querétaro do pierwszej ligi wobec porażki w decydującym o promocji barażowym dwumeczu.
Latem 2005 Nurse powrócił do najwyższej klasy rozgrywkowej, podpisując umowę z drużyną Atlante FC ze stołecznego miasta Meksyk. Tam pełnił jednak wyłącznie rolę głębokiego rezerwowego i nie zdobył ani jednej bramki, znacznie lepsze występy notując w barwach drugoligowej filii ekipy – Club León, w której barwach był jednym z najlepszych strzelców rozgrywek. Po upływie roku powrócił do Querétaro FC, tym razem pełniącego rolę beniaminka pierwszej ligi, gdzie początkowo miał pewne miejsce w pierwszej jedenastce, a 2 września 2006 w wygranej 2:1 konfrontacji z Cruz Azul strzelił swojego premierowego gola na najwyższym szczeblu. Po upływie kilku miesięcy został jednak relegowany do roli rezerwowego, a na koniec rozgrywek 2006/2007 spadł ze swoim zespołem z powrotem do drugiej ligi. Tam spędził w barwach Querétaro jeszcze dwanaście miesięcy, będąc najskuteczniejszym zawodnikiem ekipy.
W lipcu 2008 Nurse przeszedł do amerykańskiej drużyny Chivas USA, w Major League Soccer debiutując 9 sierpnia 2008 w przegranym 2:3 meczu z Kansas City Wizards. Ogółem w tym zespole spędził sześć miesięcy bez poważniejszych osiągnięć, sporadycznie pojawiając się na boiskach, po czym powrócił do ojczyzny, zostając zawodnikiem drugoligowego Tiburones Rojos de Veracruz. W ekipie z portowego miasta również występował przez pół roku, po czym udał się na sześciomiesięczne wypożyczenie do innego drugoligowca – nowo założonego Guerreros FC z miasta Hermosillo, w którego barwach ani razu nie wpisał się na listę strzelców. W późniejszym czasie został wypożyczony po raz kolejny, tym razem do drugoligowego Cruz Azul Hidalgo, którego barwy reprezentował jako podstawowy piłkarz przez półtora roku. W późniejszym czasie podpisał umowę z drugoligowym CF La Piedad, gdzie powrócił do grona najlepszych snajperów ligi i jako kluczowy piłkarz dotarł do finału rozgrywek Liga de Ascenso w jesiennym sezonie Apertura 2011.
Latem 2012 Nurse zasilił kolejną drugoligową ekipę – Correcaminos UAT z siedzibą w Ciudad Victoria, gdzie od razu wywalczył sobie niepodważalne miejsce w wyjściowym składzie ekipy, tworząc bramkostrzelny duet napastników z Ederem Pacheco. W wiosennym sezonie Clausura 2014 dotarł ze swoją ekipą do dwumeczu finałowego drugiej ligi, z dwunastoma golami na koncie zostając wówczas królem strzelców rozgrywek. Ogółem występował w Correcaminos przez dwa i pół roku, po czym został zawodnikiem drugoligowego zespołu Dorados de Sinaloa z miasta Culiacán. Tam już w pierwszym, wiosennym sezonie Clausura 2015 triumfował w Ascenso MX, z dziesięcioma bramkami wywalczył tytuł króla strzelców, a także awansował z Dorados do pierwszej ligi. W najwyższej klasie rozgrywkowej mimo regularnej gry nie potrafił nawiązać do poprzednich strzeleckich osiągnięć, wobec czego w styczniu 2016 powrócił do drugiej ligi, zasilając Mineros de Zacatecas.
| Sezon     | Klub                        | Kraj              | Rozgrywki           | Mecze | Bramki |
| --------- | --------------------------- | ----------------- | ------------------- | ----- | ------ |
| 2002/2003 | Colibríes de Morelos        | Meksyk            | Liga MX             | 3     | 0      |
| 2003/2004 | Zacatepec Siglo XXI         | Meksyk            | Ascenso MX          | 31    | 12     |
| 2004/2005 | Querétaro FC                | Meksyk            | Ascenso MX          | 38    | 16     |
| 2005/2006 | Atlante FC                  | Meksyk            | Liga MX             | 13    | 0      |
| 2006/2007 | Querétaro FC                | Meksyk            | Liga MX             | 19    | 1      |
| 2007/2008 | Querétaro FC                | Meksyk            | Ascenso MX          | 32    | 17     |
| 2008      | Chivas USA                  | Stany Zjednoczone | Major League Soccer | 5     | 0      |
| 2008/2009 | Tiburones Rojos de Veracruz | Meksyk            | Ascenso MX          | 12    | 1      |
| 2009/2010 | Guerreros FC                | Meksyk            | Ascenso MX          | 11    | 0      |
| 2009/2010 | Cruz Azul Hidalgo           | Meksyk            | Ascenso MX          | 15    | 3      |
| 2010/2011 | Cruz Azul Hidalgo           | Meksyk            | Ascenso MX          | 32    | 13     |
| 2011/2012 | CF La Piedad                | Meksyk            | Ascenso MX          | 31    | 20     |
| 2012/2013 | Correcaminos UAT            | Meksyk            | Ascenso MX          | 32    | 15     |
| 2013/2014 | Correcaminos UAT            | Meksyk            | Ascenso MX          | 34    | 20     |
| 2014/2015 | Correcaminos UAT            | Meksyk            | Ascenso MX          | 14    | 3      |
| 2014/2015 | Dorados de Sinaloa          | Meksyk            | Ascenso MX          | 17    | 14     |
| 2015/2016 | Dorados de Sinaloa          | Meksyk            | Liga MX             | 15    | 4      |
| 2015/2016 | Mineros de Zacatecas        | Meksyk            | Ascenso MX          |       |        |

## Kariera reprezentacyjna
Dysponujący podwójnym obywatelstwem Nurse, nie mając szans na grę w meksykańskiej kadrze, zdecydował się na występy w reprezentacji Panamy, w której zadebiutował za kadencji kolumbijskiego selekcjonera Hernána Darío Gómeza, 31 maja 2014 w zremisowanym 1:1 meczu towarzyskim z Serbią. Trzy miesiące później został powołany na turniej Copa Centroamericana, gdzie rozegrał wszystkie trzy spotkania, zaś 7 września w zremisowanej 2:2 konfrontacji fazy grupowej z Kostaryką strzelił swojego pierwszego gola w drużynie narodowej. Jego kadra zajęła natomiast ostatecznie trzecie miejsce w rozgrywkach. W 2015 roku znalazł się natomiast w składzie na Złoty Puchar CONCACAF, podczas którego wystąpił w trzech z sześciu możliwych meczów, zaś Panamczycy odpadli wówczas w półfinale po porażce po dogrywce z Meksykiem (1:2). Ostatecznie zajęli natomiast trzecie miejsce na Złotym Pucharze, pokonując w spotkaniu o brązowy medal gospodarzy – USA (1:1, 3:2 k.), zaś Nurse strzelił w tym meczu gola.